# アロラクトース
アロラクトース(Allolactose)は、ラクトースと似た構造の二糖である。D-ガラクトースとD-グルコースが、ラクトースのようなβ1-4結合ではなく、β1-6グリコシド結合した構造を持つ。β-ガラクトシダーゼによるラクトースのトランスグリコシル化（糖鎖転移反応）によって生成する。
アロラクトースは、大腸菌のラクトースオペロンのインデューサーである。四量体のlacリプレッサーのサブユニットに結合して配座の変化を引き起こし、lacリプレッサーのlacオペレーターへの結合能を弱め、その結果、lacオペレーターから解離させる。リプレッサーが外れることで、lacオペロンの転写が開始する。アロラクトースの非加水分解アナログであるイソプロピルチオガラクトシド(IPTG)は、分子生物学においてlacオペロンを誘導するために用いられる。